# Chromodoris thompsoni
Chromodoris thompsoni Rudman, 1983 è un mollusco nudibranchio della famiglia Chromodorididae.
L'epiteto specifico è un omaggio al malacologo inglese Thomas Everett Thompson (1933 - 1990).

## Biologia
Si nutre della spugna Chelonaplysilla violacea.